# Whittier (Alaska)
Whittier es una ciudad ubicada en el Área censal de Valdez–Cordova en el estado estadounidense de Alaska. En el Censo de 2020 tenía una población de 272 habitantes, en comparación con las 220 del Censo de 2010. La ciudad es conocida porque casi la totalidad de su población vive en un mismo edificio, ganándose el sobrenombre de "ciudad bajo un único techo".

## Historia
La región ocupada por Whittier formó parte en el pasado de la ruta de porteo del pueblo chugach, nativo de Prince William Sound. Posteriormente, el paso fue utilizado por exploradores rusos y estadounidenses, así como por mineros en busca de oro durante la Fiebre del oro de Klondike. El cercano glaciar Whittier recibió su nombre en honor al poeta estadounidense John Greenleaf Whittier en 1915, y la ciudad acabó adoptando también este nombre.
Durante la Segunda Guerra Mundial, el Ejército de los Estados Unidos construyó una instalación militar, con puerto y ferrocarril incluidos, cerca del glaciar Whittier, y denominó a la instalación Camp Sullivan. El ramal del Ferrocarril de Alaska hasta Camp Sullivan se completó en 1943, y el puerto se convirtió en punto de entrada para los soldados estadounidenses a Alaska.

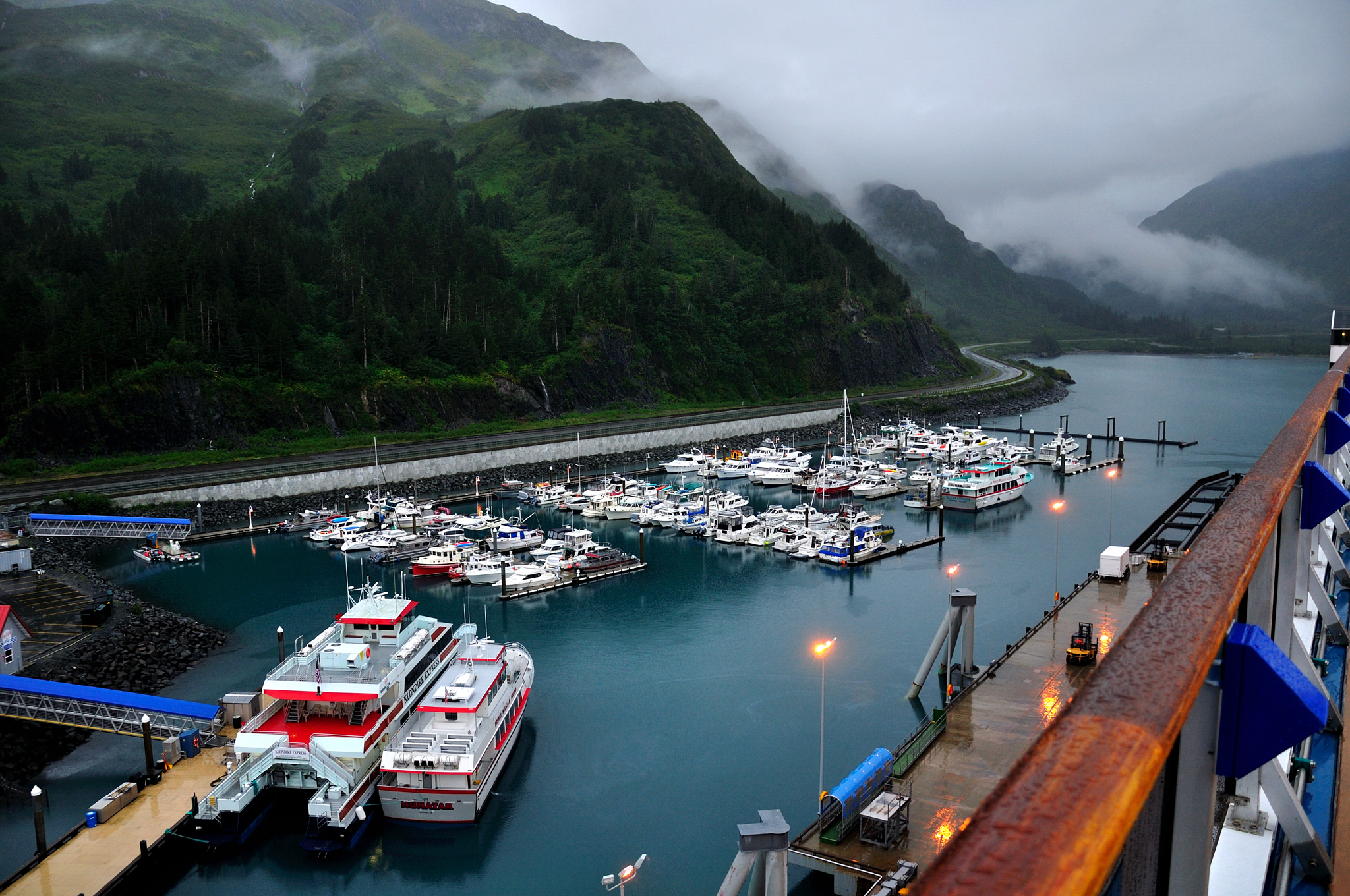
Puerto de Whittier

Los dos edificios que dominan la ciudad fueron construidos después de la Segunda Guerra Mundial. El  Hodge Building, de 14 pisos (renombrado Begich Towers), se terminó en 1957 y contiene 150 apartamentos de dos y tres habitaciones, además de estudios tipo loft. Las familias dependientes y los empleados del Servicio Civil fueron trasladados a este edificio. La Escuela de Whittier estaba conectada por un túnel en la base de la torre oeste para que los estudiantes pudieran acceder de forma segura a la escuela en los días de mal tiempo. El edificio recibió su nombre en honor al coronel Walter William Hodge, que fue ingeniero civil y oficial al mando del 93.º Regimiento de Ingenieros en la Carretera Alcan.
La otra estructura principal de la ciudad, el Edificio Buckner, se terminó en 1953 y se denominó la "ciudad bajo un único techo". El Edificio Buckner fue posteriormente abandonado. Buckner y las Torres Begich fueron en su momento los edificios más grandes de Alaska. El edificio de las Torres Begich se convirtió en un condominio y, junto con la residencia privada de dos pisos conocida como Whittier Manor, alberga a la mayoría de los residentes de la ciudad.
El puerto de Whittier fue una instalación activa del Ejército hasta 1960. En 1962, el Cuerpo de Ingenieros del Ejército de Estados Unidos construyó en Whittier una terminal de productos petrolíferos, una estación de bombeo y un oleoducto de 62 millas (100 km) y 8 pulgadas (203 mm) de diámetro hasta Anchorage.
El 27 de marzo de 1964, Whittier sufrió daños por valor de más de 10 millones de dólares en lo que se conoció como el terremoto del Viernes Santo. A partir de 2022, el terremoto sigue siendo el mayor terremoto de Estados Unidos, con una magnitud de 9,2 en la escala de magnitud de momento, y provocó tsunamis a lo largo de la costa oeste de Estados Unidos. El tsunami que azotó Whittier alcanzó una altura de 43 pies (13,1 m) y mató a 13 personas.

Whittier se constituyó en municipio en 1969 y acabó convirtiéndose en puerto de escala para cruceros. Es utilizado por operadores locales y por cruceros de tamaño mediano de unos 100 pasajeros. Cuando el túnel conmemorativo Anton Anderson se abrió al público en 2000, se convirtió en la primera carretera que conectaba Whittier con Anchorage y el interior de Alaska; anteriormente, las únicas formas de llegar a la ciudad eran por ferrocarril, barco y avión.

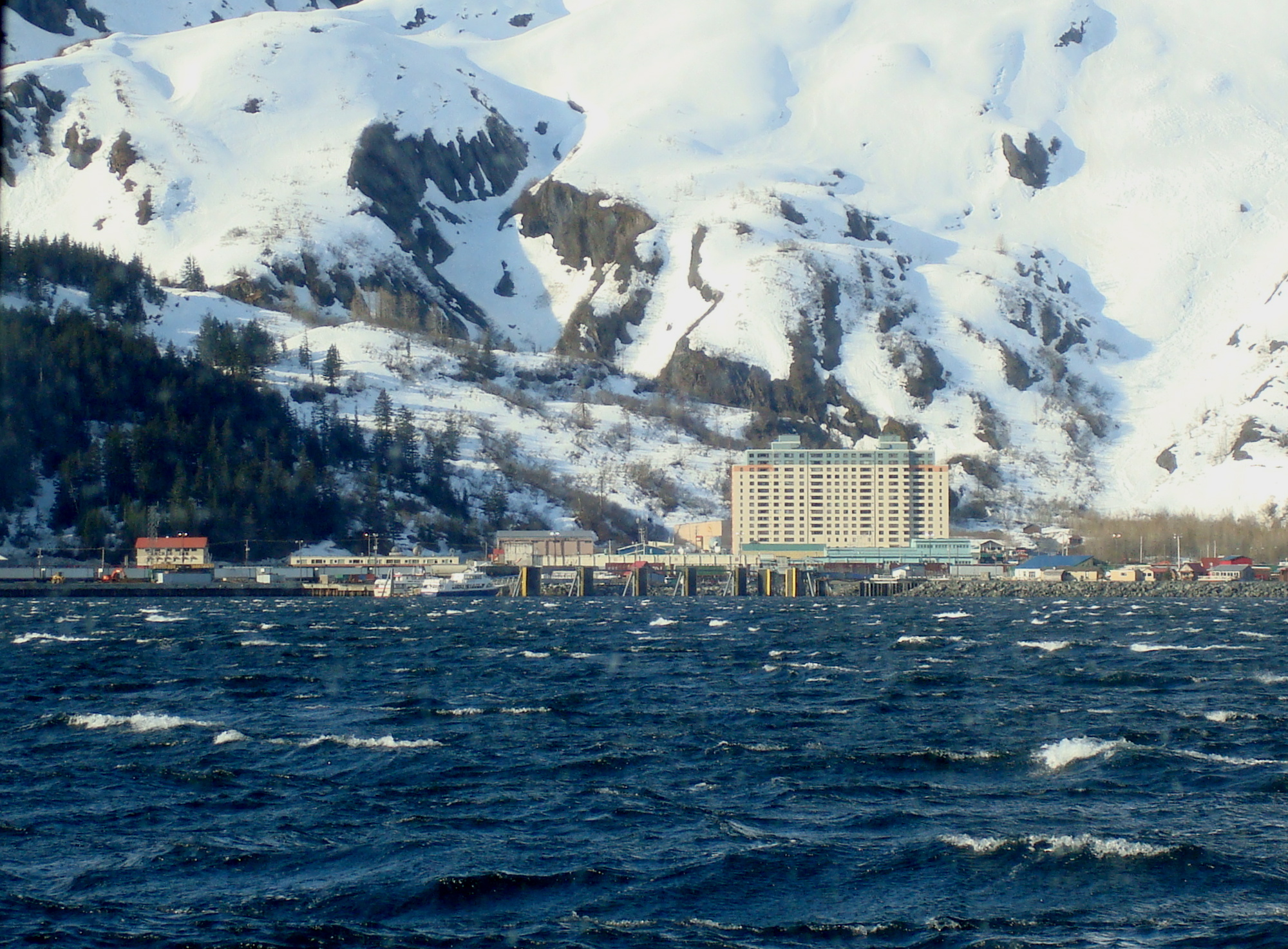
Begich Towers

Tras la ampliación del acceso a Whittier gracias al túnel, comenzó a ser visitada por grandes líneas de cruceros. Es el punto de embarque/desembarque de cruceros de ida desde Anchorage a Vancouver por Princess Tours. Whittier también es popular entre los turistas, fotógrafos, entusiastas de las actividades al aire libre, piragüistas, excursionistas, pescadores deportivos y cazadores por su abundancia de vida silvestre y belleza natural. Whittier se encuentra dentro del Bosque Nacional Chugach, el segundo bosque nacional más grande de Estados Unidos.
Whittier pertenece al Distrito Escolar de Chugach y cuenta con una escuela que atiende a aproximadamente 48 estudiantes desde preescolar hasta bachillerato, según las cifras de matriculación de 2019-2020.

## Geografía
Whittier se encuentra en las coordenadas 60°46′36″N 148°39′53″O / 60.77667, -148.66472. Según la Oficina del Censo de los Estados Unidos, Whittier tiene una superficie total de 51.24 km², de la cual 31.79 km² corresponden a tierra firme y (37.96%) 19.45 km² es agua.

Gráfico del clima en Whittier

### Clima
Whittier tiene una mezcla de clima subártico (DFC) y clima oceánico subpolar (CFC) según la clasificación climática de Köppen; y tiene una precipitación anual de 5,024.12 mm. Es la ciudad más húmeda de Alaska y de los Estados Unidos, recibiendo significativamente más precipitación anual que Yakutat y Ketchikan, que son las segunda y tercera ciudades más húmedas en Alaska, respectivamente. Whittier se encuentra en el extremo norte del bosque templado húmedo.
| Parámetros climáticos promedio Whittier | Parámetros climáticos promedio Whittier | Parámetros climáticos promedio Whittier | Parámetros climáticos promedio Whittier | Parámetros climáticos promedio Whittier | Parámetros climáticos promedio Whittier | Parámetros climáticos promedio Whittier | Parámetros climáticos promedio Whittier | Parámetros climáticos promedio Whittier | Parámetros climáticos promedio Whittier | Parámetros climáticos promedio Whittier | Parámetros climáticos promedio Whittier | Parámetros climáticos promedio Whittier | Parámetros climáticos promedio Whittier |
| Mes                                     | Ene.                                    | Feb.                                    | Mar.                                    | Abr.                                    | May.                                    | Jun.                                    | Jul.                                    | Ago.                                    | Sep.                                    | Oct.                                    | Nov.                                    | Dic.                                    | Anual                                   |
| --------------------------------------- | --------------------------------------- | --------------------------------------- | --------------------------------------- | --------------------------------------- | --------------------------------------- | --------------------------------------- | --------------------------------------- | --------------------------------------- | --------------------------------------- | --------------------------------------- | --------------------------------------- | --------------------------------------- | --------------------------------------- |
| Temp. máx. abs. (°C)                    | 12                                      | 12                                      | 12                                      | 19                                      | 24                                      | 28                                      | 31                                      | 31                                      | 23                                      | 22                                      | 13                                      | 9                                       | 31                                      |
| Temp. máx. media (°C)                   | 5.8                                     | 5.6                                     | 7.1                                     | 11.9                                    | 17.6                                    | 22.1                                    | 23                                      | 21.7                                    | 16.6                                    | 10.8                                    | 7.3                                     | 5.6                                     | 24                                      |
| Temp. media (°C)                        | -2.1                                    | -1.6                                    | -0.4                                    | 3.7                                     | 8.2                                     | 12.3                                    | 14                                      | 13.4                                    | 9.7                                     | 4.5                                     | 0.3                                     | -1.3                                    | 5.1                                     |
| Temp. mín. media (°C)                   | -13.6                                   | -11.6                                   | -9.4                                    | -4.1                                    | 1.5                                     | 5.1                                     | 8.2                                     | 7.2                                     | 2.8                                     | -3.6                                    | -9.2                                    | -10.9                                   | -16.1                                   |
| Temp. mín. abs. (°C)                    | -28                                     | -26                                     | -21                                     | -15                                     | -9                                      | -4                                      | 2                                       | 1                                       | -5                                      | -10                                     | -23                                     | -34                                     | -34                                     |
| Lluvias (mm)                            | 478                                     | 410                                     | 347                                     | 374                                     | 379                                     | 234                                     | 284                                     | 420                                     | 572                                     | 535                                     | 476                                     | 503                                     | 5012                                    |
| Nevadas (cm)                            | 127                                     | 114                                     | 140                                     | 40                                      | 4.6                                     | 0                                       | 0                                       | 0                                       | 0                                       | 15                                      | 85                                      | 156                                     | 681.6                                   |
| Días de lluvias (≥ 1 mm)                | 17.6                                    | 16.7                                    | 16.3                                    | 16.4                                    | 14.7                                    | 14.5                                    | 17.9                                    | 17.2                                    | 18.4                                    | 19.5                                    | 18.3                                    | 20.2                                    | 207.7                                   |
| Días de nevadas (≥ 1 mm)                | 11                                      | 10                                      | 10.2                                    | 4.1                                     | 0.5                                     | 0                                       | 0                                       | 0                                       | 0                                       | 2                                       | 8.5                                     | 12.2                                    | 58.5                                    |
| Horas de sol                            | 9                                       | 16                                      | 95                                      | 184                                     | 221                                     | 460                                     | 600                                     | 721                                     | 563                                     | 344                                     | 152                                     | 66                                      | 3431                                    |
| Humedad relativa (%)                    | 53                                      | 57                                      | 63                                      | 66                                      | 70                                      | 73                                      | 77                                      | 80                                      | 74                                      | 68                                      | 62                                      | 56                                      | 66.6                                    |
| Fuente: NOAA                            |                                         |                                         |                                         |                                         |                                         |                                         |                                         |                                         |                                         |                                         |                                         |                                         |                                         |

## Demografía
Whittier apareció por primera vez en el censo de Estados Unidos de 1950 como un pueblo no incorporado. Se constituyó formalmente en municipio en 1969.
En 2018, había 205 personas viviendo en la ciudad, con 313 viviendas disponibles. Casi la totalidad de esta población vive dentro de las Torres Begich de 14 pisos. La composición racial de la ciudad era de un 68,3% de blancos, un 10,6% de asiáticos, un 6,9% de hispanos y un 5,7% de nativos americanos.
Hay 124 hogares en la ciudad y el tamaño medio de un hogar es de aproximadamente 1,79 personas, según las estadísticas de 2014. De estos hogares, 56 son familias y 68 no lo son. El 40,30% de la población está casada y el 32,34% está divorciada. El 51,78% de la población tiene hijos.
La distribución por edades dentro de la ciudad muestra que el 13,96% de la población es menor de 18 años, el 3,15% tiene entre 18 y 24 años, el 23,87% tiene entre 25 y 44 años, el 52,25% tiene entre 45 y 64 años y el 6,76% de la población es mayor de 65 años.
La renta media de un hogar en la ciudad era de 45.000 dólares en 2019. La renta per cápita de la ciudad era de 29.106 dólares. El desempleo en Whittier se situaba en el 8%.